# Corri Wilson

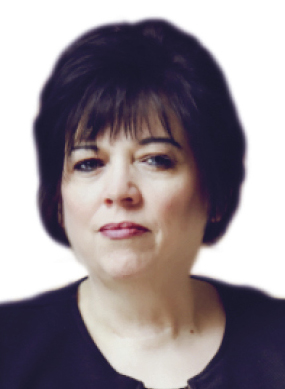
Corri Wilson

Corri Wilson (* 11. April 1965 in Ayr) ist eine schottische Politikerin der Alba Party.

## Leben
Wilson wurde 1965 im schottischen Ayr geboren. Sie war 20 Jahre lang im öffentlichen Dienst tätig, zuletzt auf Führungsebene. Wilson gab dann ihre Stellung auf um sich einem Psychologiestudium zuzuwenden. Anschließend war sie über mehrere Jahre freischaffend tätig. Sie war außerdem Leiterin des Festivals Septembayr, von Ayrshire Housing sowie der Initiative Ayr Renaissance. Wilson ist zweifache Mutter.

## Politischer Werdegang
2012 wurde Wilson für die SNP in den Regionalrat der Council Area South Ayrshire gewählt. Bei den britischen Unterhauswahlen 2015 kandidierte Wilson für die SNP in ihrem Heimatwahlkreis Ayr, Carrick and Cumnock. Sie trat dabei gegen die Labour-Abgeordnete Sandra Osborne an, welche den Wahlkreis seit seiner Einführung 2005 im britischen Unterhaus vertrat. Nach massiven Stimmgewinnen der SNP bei diesen Wahlen erreichte Wilson den höchsten Stimmenanteil und zog in der Folge erstmals in das House of Commons ein. Sie befasst sich thematisch mit dem Verbraucherschutz. Mit Stimmverlusten konnte Wilson ihr Mandat bei den Unterhauswahlen 2017 nicht gegen den konservativen Herausforderer Bill Grant verteidigen und schied in der Folge aus dem britischen Unterhaus aus.